# ドリムス。①
『ドリムス。①』は、ドリームモーニング娘。の1枚目のオリジナル・アルバムである。

## 概要
- 初回限定盤は、CD2枚とDVDの3枚組。
- 通常盤は、CDだけの2枚組。
- 「Disc 1」は、「ドリームモーニング娘。」のメンバーが新たに録音した楽曲（過去の楽曲のリメイクを含む）、「Disc 2」は、シングル発売当時の「モーニング娘。」の現役メンバーによるオリジナル楽曲を収録。

## 規格品番

### 初回限定盤
CD
- Disc 1：EPCE-5774
- Disc 2：EPCE-5775

DVD
- EPCE-5776

### 通常盤（CDのみ）
- Disc 1：EPCE-5777
- Disc 2：EPCE-5778

## 収録曲

### CD

#### Disc 1
1. あっと驚く未来がやってくる!
（作詞・作曲：つんく、編曲：平田祥一郎）
新曲。
2. 女子かしまし物語（2011ドリムス。Ver.）
（作詞・作曲：つんく、編曲：鈴木Daichi秀行）
23rdシングル（2004年）の歌詞の一部を変更し、楽曲をリメイクした新録バージョン。
3. みかん
（作詞･作曲：つんく、編曲：鈴木Daichi秀行） 
35thシングル（2007年）のリメイクバージョン。
4. 浪漫～MY DEAR BOY～
（作詞・作曲：つんく、編曲：鈴木俊介）
22ndシングル（2004年）のリメイクバージョン。
5. 恋人のような顔をして…
（作詞・作曲：つんく、編曲：大久保薫）
新曲。
6. モーニングコーヒー（2011ドリムス。Ver.）
（作詞・作曲：つんく、編曲：平田祥一郎）
メジャーデビューシングル（1998年）のリメイクバージョン。
7. SEXY BOY～そよ風に寄り添って～
（作詞・作曲：つんく、編曲：高橋諭一）
29thシングル（2006年）のリメイクバージョン。
8. 雨の降らない星では愛せないだろう?
（作詞・作曲：つんく、中文詞：鄭昭仁、編曲：湯浅公一） 
9thアルバム（2009年）収録楽曲のリメイクバージョン。オリジナル版にあった中国語詞のパートは削除されている。
9. 青空がいつまでも続くような未来であれ!
（作詞・作曲：つんく、編曲：鈴木Daichi秀行） 
7thアルバム（2006年）収録楽曲のリメイクバージョン。
10. アフタヌーンコーヒー
（作詞・作曲：つんく、編曲：高橋諭一、歌：アフタヌーン娘δ）
新曲。

#### Disc 2
1. サマーナイトタウン
（作詞・作曲：つんく、編曲：前嶋康明、歌：モーニング娘。）
2ndシングル（1998年）。
2. 抱いてHOLD ON ME!
（作詞・作曲：つんく、編曲：前嶋康明、歌：モーニング娘。）
3rdシングル（1998年）。
3. Memory 青春の光
（作詞・作曲：つんく、編曲：前嶋康明、歌：モーニング娘。）
4thシングル（1999年）。
4. LOVEマシーン
（作詞・作曲：つんく、編曲：ダンス☆マン、歌：モーニング娘。）
7thシングル（1999年）。
5. 恋のダンスサイト
（作詞・作曲：つんく、編曲：ダンス☆マン、歌：モーニング娘。）
8thシングル（2000年）。
6. ハッピーサマーウェディング
（作詞・作曲：つんく、編曲：ダンス☆マン、歌：モーニング娘。）
9thシングル（2000年）。
7. I WISH
（作詞・作曲：つんく、編曲：河野伸、歌：モーニング娘。）
10thシングル（2000年）。
8. 恋愛レボリューション21
（作詞・作曲：つんく、編曲：ダンス☆マン、歌：モーニング娘。）
11thシングル（2000年）。
9. ザ☆ピ～ス!
（作詞・作曲：つんく、編曲：ダンス☆マン、歌：モーニング娘。）
12thシングル（2001年）。
10. そうだ! We're ALIVE
（作詞・作曲：つんく、編曲：ダンス☆マン、歌：モーニング娘。）
14thシングル（2002年）。

### DVD
- 初回限定盤のみ。

1. 2011.1.28お披露目イベントダイジェスト
2. ジャケット撮影メイキング映像